# Juana Ramírez
Juana Ramírez (Municipio Piar, Estado Monagas, 12 de enero de 1790 - San Vicente, Estado Monagas, 23 de octubre de 1856), o más conocida como «La Avanzadora», fue una militar y heroína de la guerra de Independencia de Venezuela.

## Biografía
Juana nació el 12 de enero de 1790, en el poblado Chaguaramal de Municipio Piar, Maturín, Estado Monagas. Su madre fue una esclava procedente de África llamada Guadalupe, aunque cuando nació la esclava fue liberada y criada bajo la tutela de Teresa Ramírez de Valderrama, quien la protegió y le dio su apellido. Juana Ramírez se destacó por su pasión patriota, deseo de  libertad y entrega de independencia. Defendió a Maturín del ejército de Domingo Monteverde el 25 de mayo de 1813 cuando logró que un grupo de mujeres vencieran al enemigo español.
En el límite de cambios paradigmáticos de la sociedad mundial, como la conmocionada Revolución Francesa o la declaración de libertad en el comercio de esclavizados autorizada por la Corona española en 1789. Durante su infancia fue influenciada por distintos eventos como la Revolución haitiana, el levantamiento de José Leonardo Chirino y otras pequeñas sublevaciones. A los 15 años ya era mano derecha del General Andrés Rojas y estaba lista para enfrentar las faenas de la guerra.
Mientras tanto, ocurría la Revolución del 19 de abril de 1810. Juana con 20 años de edad se había convertido en una mujer muy alta e impactante que con sólo dar la orden los demás obedecían sin resistencia e infundía sobre los esclavizados la pasión por la lucha independentista. Luego del 19 de abril de 1810 el progenitor de Juana comenzó a luchar por la independencia de Maturín. A sus 20 años y ya cautivada por las ideas de libertad, creó junto a su padre un movimiento similar a Los Sin Camisa que se había conformado hacía un tiempo en Caracas y La Guaira. Sin embargo, la agitación en aquel territorio comenzó a incomodar en la ciudad y el capitán general de Venezuela, Domingo de Monteverde, envió a los Generales Antonio Zuazola y De La Hoz para acallar a los activistas. No obstante, los agresores fueron echados de aquellas tierras y el 25 de mayo de 1813 el mismo caudillo fue personalmente a atacar, en lo que posteriormente se conocería como la Batalla del Alto de Los Godos.
En la batalla del 25 de mayo de 1813, Juana tuvo una significativa actuación. Ese día patriotas y realistas se enfrentaron en una dura lucha que tuvo su final al oscurecer el día. En el norte de Maturín, en la sabana llamada Altos de los Godos se reunieron los patriotas, esperando a Monteverde con sus dos mil hombres, que venía desde la Cruz de la Paloma. Como a las 11 de la mañana empezó el fuego. Los patriotas eran menos en número de soldados.
Cerca de la plaza Piar de Maturín, un grupo de mujeres bien resueltas se encontraban luchando también. Comandadas por Juana Ramírez, con apenas 23 años, atacaban al enemigo, atendían heridos y hasta disparaban cañones. La Batería de Mujeres la formaban, además de Juana Ramírez, "María Antonia (abuela de Eloy Palacios) y Juanita Ramírez, Marta Cumbale, Valentina Mina, Graciosa Barroso de Sifontes, Vicencia y Rosa Gómez, Dolores Betancourt Mota, Carmen Lanz y Luisa Gutierrez, Isidora Argote, Eusebia Ramírez, Guadalupe Ramírez, Rosalía Uva, María Romero de López, Josefa Barrosos, Juana Carpio y Lorenza Rondón".
Desde Altos de los Godos llegó la noticia de que a los patriotas se les estaban acabando las municiones. Eran casi las 4 de la tarde, así que el Comandante Felipe Carrasquel, jefe de los patriotas en este encuentro, ordenó a Juana avanzar hasta Los Godos. Juana y su batería de mujeres, con gran coraje y valentía, iniciaron su avanzada. Entre disparos y cañonazos llegaron a auxiliar a los patriotas. En la batalla también estaban José Francisco Azcue y Manuel Piar viendo cómo la negra Juana luchaba con tanto esmero. Monteverde no le quedó más remedio que huir ante tal arremetida y dejó al Comandante Antonio Bosch y al Capitán Pedro Cabrera y otros en la batalla. Bosch y Cabrera murieron, al rato, bajo las lanzas patriotas. Como premio del triunfo los patriotas ganaron: armas, municiones, 6.000 pesos de plata, 3 cañones entre otros. Y los cofres de Monteverde. Las bajas fueron: 479 efectivos muertos, 27 oficiales realistas y centenares de muertos.
Juana Ramírez se encargó, al terminar la batalla de dar sepultura a los realistas caídos. Estos fueron enterrados en un sitio llamado la "Mata de la Muerte", al pie de un árbol ubicado frente a la Iglesia San Ignacio, en lo que hoy es Fundemos. El 25 de mayo de 1813 se salvó Maturín. Sin embargo, el 11 de diciembre de 1814 la ciudad cayó en las manos asesinas del español Tomás Morales: arrasó con la aldea, quemó todas las casas y asesinó a todos los ancianos, niños y mujeres que pudo. En su mayoría era la población caraqueña y del centro que se había venido a Oriente cuando Boves entró a Caracas. Con esta batalla se termina de perder la Segunda República. 
Los patriotas sufren una gran derrota. Los pocos que se salvaron lograron irse a las montañas y desde allí en forma de guerrilleros combatieron a los realistas. Se alimentaban de ganado perdido por el monte, plantas y otros animales salvajes. Con el tiempo se atrevieron a fundar algunos poblados, cercanos a los que estaban antes de la quemazón de Morales. Juana siguió luchando como guerrillera por las montañas de El Tigre.
Pero los republicanos dirigidos por José Francisco Bermúdez, el general Manuel Piar y José Tadeo Monagas defendieron a Maturín, conjuntamente con la Batería de Mujeres, batallón conformado por féminas de la zona, quienes habían sido formadas por Piar para disparar los cañones y pelear con los hombres por la independencia. Juana era la cabeza de mando de aquel pelotón.
Durante el enfrentamiento con Monteverde, Juana Ramírez fue la primera en avanzar hacia el ataque utilizando la espada de un realista al que se la había quitado después de caer en otro combate. Producto de ese acto valiente y aguerrido recibe el nombre de "La Avanzadora" por parte de Manuel Piar. Entre la humareda, la pólvora y cenizas se alzaba el pelotón de Juana para curar a los heridos y enterrar a los muertos patriotas o realistas.
Pese al heroísmo de su población, la suerte de Maturín cayó bajo el poder del español Francisco Tomás Morales, quien aplicó una política de genocidio en cuanto caserío pudo. Juana y sus compañeras huyeron hacia las montañas para seguir la lucha como guerrilleras. Aunque esa derrota no hizo menguar su fuerza sino que al contrario las fortaleció para luego hostigar diariamente a los realistas que permanecían acantonados en Maturín.
Juana contrajo matrimonio con un patriota y tuvo 4 hijos: Clara, Juana, Juana Josefa y Victoria.. Murió en tierras de oriente el 23 de octubre de 1856, a los 66 años de edad. Sus restos fueron sembrados en el Panteón de la Parroquia San Vicente, que cobró carácter de monumento Histórico en 1986 por Juana la Avanzadora.

## Sepulcro
Unos cardones, donde primero los chaguaremos y después los vicenteños sembraban continuamente, recordaban el sitio exacto donde está enterrada "La Avanzadora". Un monumento, construido y declarado Santuario Patriótico Distrital en 1975, y luego, en 1994, declarado Santuario Patriótico Regional, señala ahora el lugar donde reposan para siempre sus restos.
En su honor se erigió el monumento Juana La Avanzadora, en la avenida Bolívar de Maturín.
El 23 de octubre de 2001, los restos simbólicos de Juana Ramírez fueron exaltados al Panteón Nacional de Venezuela, por el presidente Hugo Chávez, lugar donde reposan los héroes de la independencia y personalidades transcendentales de la sociedad venezolana.
La Batería de Mujeres la formaban, además de Juana Ramírez, "María Antonia (abuela de Eloy Palacios) y Juanita Ramírez, Marta Cumbale, Valentina Mina, Graciosa Barroso de Sifontes, Vicencia y Rosa Gómez, Dolores Betancourt Mota, Carmen Lanz y Luisa Gutiérrez, Isidora Argote, Eusebia Ramírez, Guadalupe Ramírez, Rosalía Uva, María Romero de López, Josefa Barrosos, Juana Carpio y Lorenza Rondón".
El 23 de octubre de 2015 llegaron sus restos simbólicos al Panteón Nacional, que descansan entre héroes nacionales y se convirtió en la primera mujer negra en ingresar al mausoleo de Libertadores.